# Borkowski Hrabia
Borkowski Hrabia – polski herb hrabiowski, pochodzący z dyplomu wydanego 15 maja 1866 roku. Odmiana herbu Junosza, herb własny utytułowanej linii rodu Borkowskich herbu Junosza.

## Opis herbu
Opis stworzony zgodnie z klasycznymi zasadami blazonowania:
Na tarczy w polu czerwonym z głowicą na murawie baran srebrny o rogach złotych, kroczący; w głowicy srebrnej miecz o rękojeści złotej w pochwie błękitnej, z dwoma ryfkami szachowanymi srebrno-czerwonymi, trzewik i szyjka złote; w dolnym czerwonym.
Nad tarczą korona hrabiowska, nad którą hełm z koroną. W klejnocie pięć piór strusich.
Labry herbowe czerwone, podbite srebrem.
W trzymaczach dwa orły z głowami odwróconymi, ze szponami i dziobami złotymi oraz językami czerwonymi.
Pod herbem dewiza na wstędze „SEMPER RECTE PROGREDITUR VIA”.

## Historia

Wizerunek herbu według J. Ostrowskiego i A. Bonieckiego

Tytuł hrabiego Królestwa Galicji został nadany Włodzimierzowi Marcinowi Borkowskiemu 27 kwietnia 1866 roku przez cesarza Franciszka Józefa. Dyplom z wizerunkiem herbu został wydany 15 maja 1866 roku.
Podstawą nadania tytułu oraz herbu hrabiowskiego Włodzimierzowi był fakt piastowania przez obdarowanego wielu urzędów dygnitarskich, a także przyznanie mu Orderu Żelaznej Korony.

## Symbolika
Pole dolne herbu Borkowski Hrabia zawiera herb Junosza, będący herbem rodowym obdarowanego. Pole górne natomiast symbolizuje godność miecznika Galicji, którą piastował jego ojciec. Barwy miecza w polu górnym są wywiedzione z barw herbu Galicji.